# Perzsa vakond
A perzsa vakond (Talpa davidiana) az emlősök (Mammalia) osztályának Eulipotyphla rendjébe, ezen belül a vakondfélék (Talpidae) családjába tartozó faj.
A régebbi hagyományos rendszerbesorolások a rovarevők (Insectivora) rendjébe sorolták.

## Előfordulása
Törökország keleti, Irán nyugati részén honos. Szíriában jelenlétét hivatalosan nem dokumentálták.

## Életmódja
Életmódja és táplálkozása olyan, mint más vakondfajoké.